# Qaschliq

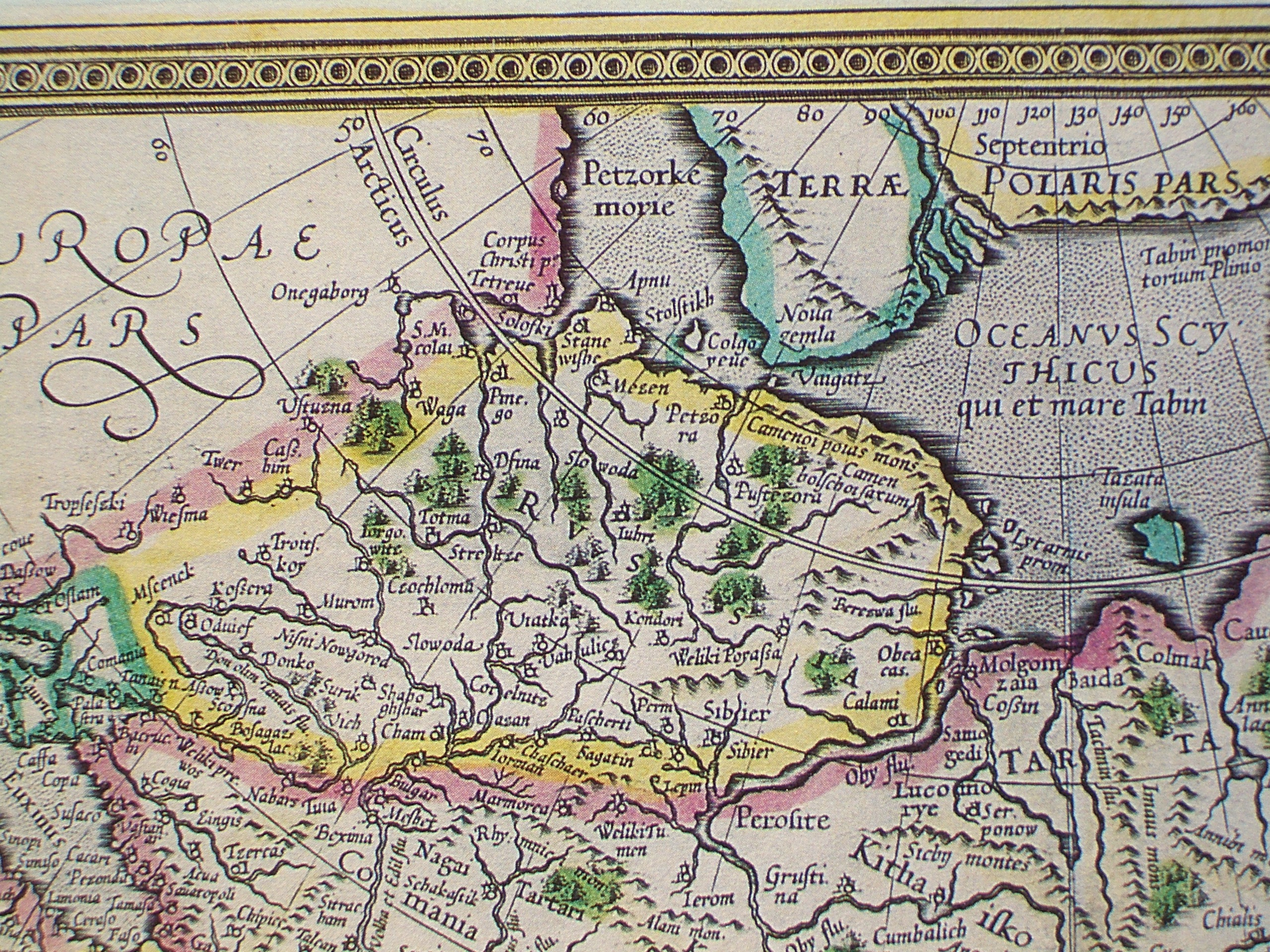
Qaschliq unter dem Namen Sibier (reichlich 700 km östlich von Perm) auf der Mercator-Karte anno 1595 (Reprint 1628)

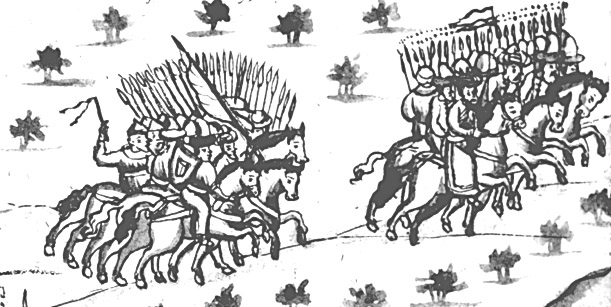
Jermak vertreibt Kütschüm Khan aus Qaschlig. Miniatur aus der Kungurchronik

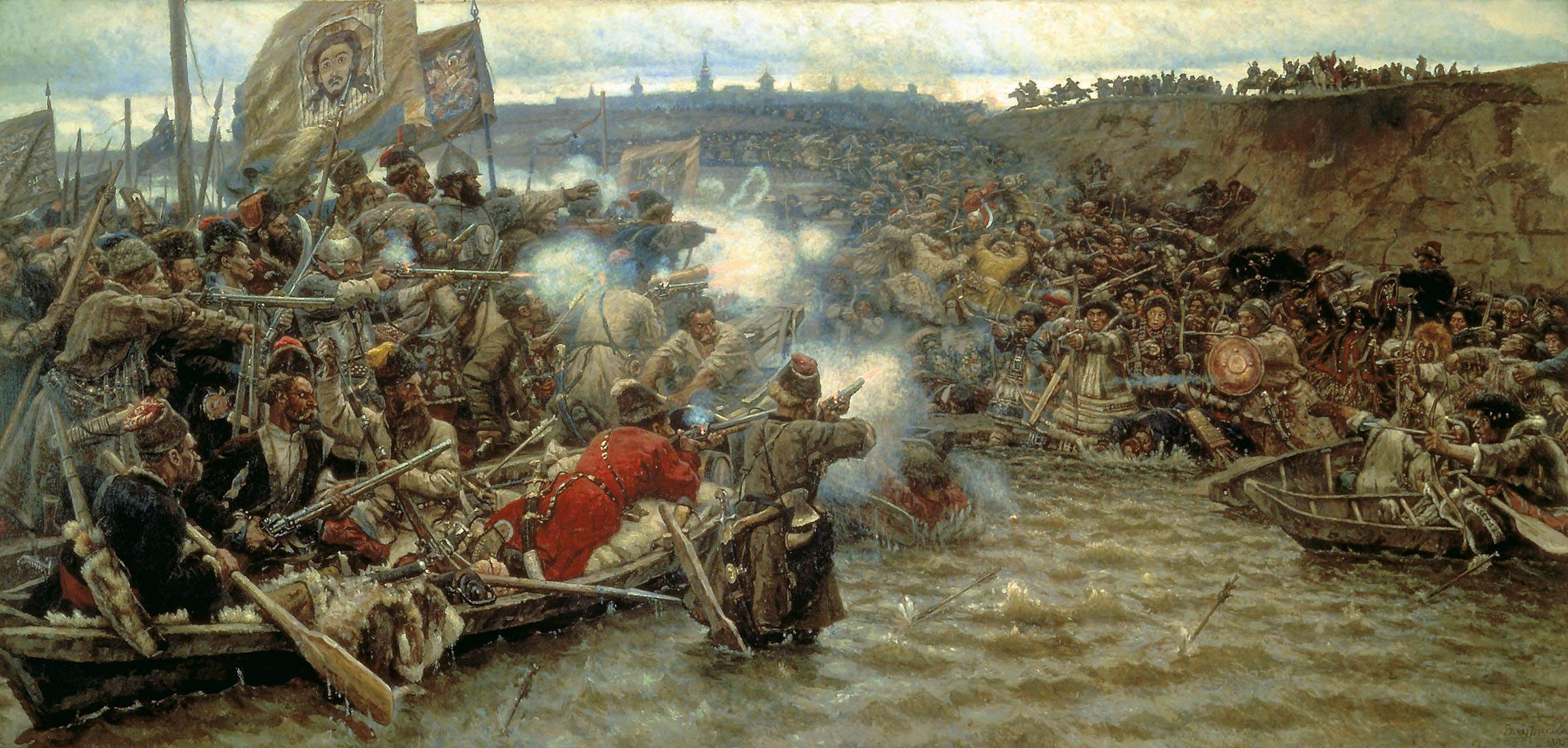
Eroberung Sibiriens durch Jermak.
Anno 1895 gemalt von Wassili Surikow

Qaschliq (russisch Кашлык Kaschlyk), auch Sibir/Sebur oder Isker, war ab ungefähr 1485 die Hauptstadt des Khanates Sibir. Die etwa zehn Kilometer südlich von Tobolsk am Irtysch-Ufer gelegene archäologische Stätte wird heute im Russischen Kutschumowo gorodischtsche (Kutschums Burgstätte) genannt. Reichlich sechs Kilometer nordwestlich von Qaschliq mündet der Tobol in den Irtysch. 1582 bei der Eroberung des Khanates Sibir durch die Russen wurde die Festung von Jermak zerstört.

## Stadtgeschichte
Das Gebiet um das heutige Tobolsk wurde seit der Späten Bronzezeit von den Chanten, Mansen, Nenzen, Selkupen und Sabiren besiedelt. Die Stadt Isker wurde bereits vor der Mongolischen Invasion der Rus gegründet. Die Sabiren nannten dieses Gebiet östlich des Ural Kaschlyk oder auch Sibir. Dschingis Khan soll dieses „nördliche Waldland“ anno 1224 Dschötschi übereignet haben.
1367 wurde die Stadt Isker unter dem Namen Sebur auf der Karte der Brüder Domenico und Francesco Pizzigano aus Venedig das erste Mal im westlichen Europa erwähnt. Acht Jahre darauf stand sie unter demselben Namen im Katalanischen Weltatlas. Seit Ende des 15. Jahrhunderts war Isker die Hauptstadt des Khanates Sibir. Nachdem die wahrscheinlich einheimischen Taibugiden die mongolischstämmigen Schaibaniden besiegt hatten, verlegten sie die Hauptstadt des Khanates 1495 von Tschingi-Tura nach Sibir (Kaschlyk). 1563 eroberte der Scheibanide Kütschüm Khan das Khanat zurück; die Hauptstadt blieb Kaschlyk.
Jermak besetzte nach der Schlacht am Tschuwaschenkap (russisch Чувашский мыс Tschuwaschski mys oder Бой на Чувашевом мысу Boi na Tschuwaschewom mysu) am 26. Oktober 1582 Qaschliq und soll reiche Beute gemacht haben. Die Bewohner und Kütschüm Khan flohen in die Ischim-Steppe (Ишимская степь Ischimskaja step). Nach der Gründung des Ostrog Tobolsk durch Daniil Tschulkow (Даниил Григорьевич Чулков) anno 1587 verfiel Qaschliq. Zu Beginn des 20. Jahrhunderts bestand die Wüstung aus einem Haufen von Ziegeln und Steinen, der von Gras überwuchert und mit Bäumen umwachsen war.

## Etymologie
Die ethnische Vermischung bei der Besiedelung des sibirischen Khanats spiegelt sich in den oben genannten Namen ihrer Hauptstadt wider:
- Qashlig/Kaschlyk (turksprachig): „Festung“; in der Sprache der sibirischen Tataren „Winter“ oder „Dorf“ (Kischlak).
- Isker (obugrisch, im westlichen Sibirien am Ob gesprochenes Ugrisch) aus is „alt“ und ker „Stadt“.
- Sibir/Sebur
  - sabirisch: „verlassene Siedlung“.
  - mongolisch zweideutig: „schön“ im Sinne von rein aber auch „sumpfig“.